# Fredrik Holmberg
Fredrik Jakob "Fidde" Holmberg, född 3 november 1979, är en svensk fotbollstränare och tidigare spelare som sedan hösten 2021 är huvudtränare för Gais. Han tog över huvudansvaret för Gais under hösten 2021, och efter ett misslyckat kval mot Dalkurd FF, då Gais trillade ur Superettan, ledde han klubben till först serieseger i Ettan södra 2022 och därefter till en andraplats i Superettan 2023, vilket innebar att man kvalificerade sig till Allsvenskan 2024. Efter att ha lett ett nederlagstippat Gais till en sjätteplats i Allsvenskan 2024 tilldelades han priset Årets tränare i Allsvenskan.

## Biografi

### Spelarkarriär
Holmberg började spela fotboll i Qviding FIF som sjuåring. Han intresserade sig även för andra sporter, men fotbollen var det viktigaste. Han började karriären som anfallare och mittfältare, men flyttade småningom ner på mittbacksplatsen. Med Qvidings A-lag var han bland annat med och mötte sitt senare lag Gais 2002 och 2003, då båda lagen spelade i division II västra Götaland. Han var med i truppen som spelade upp Qviding till Superettan 2006, och spelade sedan en säsong för klubben i Superettan innan han flyttade till Degerfors IF i samma serie, där han spelade säsongerna 2007 och 2008. Sedan flyttade han tillbaka till Qviding, där han blev kvar till och med säsongen 2012.

### Tränarkarriär
2014 flyttade Holmberg till halländska Onsala, strax söder om Göteborg. I Onsala BK kombinerade han rollen som spelare med att vara först assisterande tränare och sedan delad huvudtränare med Christoffer Gustafsson. På några få år vann Onsala division 4 och division 3, och kom dessutom fyra i division 2. I Onsala tränade han bland andra de båda senare gaisarna Joackim Åberg och Gustav Lundgren.
I december 2019 skrev han på ett tvåårskontrakt med Gais som assisterande tränare bakom Stefan Jacobsson. Han var sedan assisterande tränare i Gais fram till kvalet i Superettan 2021, då han tog över huvudtränaransvaret från Jacobsson, som arbetsbefriades i samband med att Gais inte lyckades säkra nytt kontrakt. Gais förlorade emellertid kvalet mot Dalkurd och degraderades således till Ettan södra inför säsongen 2022.
Säsongen 2022 utsågs Holmberg till huvudtränare med kontrakt till 31 december 2022. Samma säsong lyckades Gais i stor stil vinna serien och avancera till Superettan inför säsongen 2023. I samband med uppflyttningen tecknade Holmberg kontrakt som huvudtränare för Gais över säsongen 2025. Holmbergs Gais gjorde en fin återkomst i Superettan, och för augusti 2023 röstades Holmberg fram till månadens tränare i serien, sedan Gais under månaden tagit tio poäng på fyra matcher med 13–3 i målskillnad.. Även för september blev han månadens tränare. Holmberg lyckas till slut leda sitt lag till en andraplats i Superettan, vilket gav en uppflyttning till Allsvenskan 2024. Efter säsongen tilldelades han priset som årets tränare i Superettan.
Gais fortsatte under Holmberg att gå starkt även i Allsvenskan, och den bottentippade klubben låg till sommaruppehållet på femte plats i serien. Efter fyra segrar och en sen uddamålsförlust mot Malmö FF under maj 2024 tilldelades Holmberg pris som maj månads främste tränare i Allsvenskan. Till sist ledde han Gais till en sjätteplats i serien, och efter säsongens slut tilldelades han Allsvenskans stora pris som årets tränare.
Efter en lite trevande start på Allsvenskan 2025 hade Gais under senvåren och sommaren en svit om elva förlustfria matcher, och Holmberg utsågs till juli månads främsta allsvenska tränare.

## Familj
Fredrik Holmberg är äldre bror till Andreas Holmberg, som var tränare för Degerfors IF 2020–2023 och 2024 är huvudtränare för Örgryte IS. Bröderna spelade även fotboll tillsammans både i Qviding FIF och i Degerfors IF.
Holmberg har en relation med Klara Rybrink, som har spelat fotboll för Kristianstads DFF och är äldre syster till Josefine Rybrink. Paret har en dotter tillsammans. Holmberg har också en son sedan ett tidigare förhållande.